# Бруант рудошиїй
Бруант рудошиїй (Zonotrichia capensis) — вид горобцеподібних птахів родини Passerellidae. Поширений у Центральній та Південній Америці.

## Поширення
Ареал виду простягається від півдня Мексики до Вогняної Землі; на північ від Амазонки вид присутній лише в гірських районах. Ізольована популяція присутня на острові Гаїті, але вид відсутній на інших островах Карибського басейну. Живе в різних середовищах від рівня моря до 4600 м над рівнем моря, а популяції, що живуть на різних висотах, демонструють різні фізіологічні параметри, що виникли внаслідок адаптації виду до навколишнього середовища. [5] Різноманітні середовища існування виду включають прибережні лісисті ділянки, а також посушливі зони, міські парки, пасовища Анд і субальпійські пагорби.

## Опис
Птах завдовжки від 15 до 18 см і вагою близько 18 г. Дорослі птахи мають чорне тім'я з вузькою сірою центральною смугою; пір'я часто утворюють невеликий капюшон на маківці. Ці гребневі пір'я мають довжину близько 9 мм і однакові у самиць і самців. Райдужка червоно-коричнева, ніжки тілесного кольору. Як і дзьоб, вони відносно великі по відношенню до решти тіла. Середня довжина дзьоба становить близько 13,2 мм.
Смужка на очах чорна. Вушна пляма чорна з великою сірою плямою посередині. Всі підвиди мають рудий нашийник. Верх теплого оливково-коричневого кольору з яскравими чорними смугами на спині та плечах. У напрямку до нижньої сторони колір стає більш коричневим і переходить в сірий. Хвіст також чорно-бурий, у південних популяцій він трохи сіріший. Горло і передні боки шиї білі, на грудях переривається посередині вузька чорна смуга. З обох боків грудей є великі лисячо-руді плями. Нижня сторона розмита білувата.
Крила чорно-бурі. Форма і розмір крил варіюються від округлих, коротких крил до довгих, загострених крил. Загалом, крила південних популяцій більші, ніж у північних особин. Жовті смуги майже завжди можна знайти на дузі або краю крил.

## Спосіб життя
Живе поодинці або невеликими зграями. У пошуках їжі тримається на землі або на кущах (або на їхній висоті). Під час співу сідає на камінь чи кущ; на трав'янистих ділянках також на трав'яних суцвіттях. Харчується переважно зернами та дрібними комахами.
Період розмноження залежить від регіону, сезону дощів і наявності їжі. Чашеподібне гніздо, яке будує тільки самиця, розташовується на землі, кущі або в поглибленні скелі. Будівельний матеріал складають трави і коріння, а підстилка — з тонких трав і щетини. У кладці 2–3 синьо-зелених, іржастих і сіро-плямистих яєць. Насиджування триває 12-14 днів, насиджує тільки самиця. Пташенята залишають гніздо через 9–11 днів після вилуплення. За сезон дає два виводки.

## Підвиди
Визнано 25 підвидів:
- Z. capensis antillarum (Домініканська Республіка)
- Z. capensis septentrionalis (Чіапас, Гондурас, Сальвадор)
- Z. capensis costaricensis (Коста-Ріка, Панама, Колумбія, Венесуела та Еквадор)
- Z. capensis orestera (Панама)
- Z. capensis insularis (Кюрасао і Аруба)
- Z. capensis venezuelae (північ Венесуели)
- Z. capensis inaccessibilis (Амазонас, південь Венесуели)
- Z. capensis roraimae (Колумбія, Венесуела, Гаяна і Бразилія)
- Z. capensis macconnelli (Болівар, південь Венесуели)
- Z. capensis capensis (Французька Гвіана)
- Z. capensis tocantinsi (північ Бразилії)
- Z. capensis matutina (Бразилія і Болівія)
- Z. capensis subtorquata (Бразилія, Аргентина та Уругвай)
- Z. capensis mellea (Парагвай і Аргентина)
- Z. capensis hypoleuca (Болівія та Аргентина)
- Z. capensis illescaensis (Перу)
- Z. capensis huancabambae (Перу)
- Z. capensis peruviensis (Перу)
- Z. capensis carabayae (Перу та Болівія)
- Z. capensis antofagastae (Чилі)
- Z. capensis pulacayensis (Болівія)
- Z. capensis chilensis (Аргентина та Чилі)
- Z. capensis sanborni (Аргентина та Чилі)
- Z. capensis choraules (Аргентина)
- Z. capensis australis (Болівія, Аргентина та Чилі)